# هال كوبر (مخرج)
هال كوبر (بالإنجليزية: Hal Cooper)‏ هو مخرج أمريكي، ولد في 23 فبراير 1923 في ذا برونكس في الولايات المتحدة، وتوفي في 11 أبريل 2014 في لوس أنجلوس في الولايات المتحدة.

## وصلات خارجية
- هال كوبر على موقع IMDb (الإنجليزية)
- هال كوبر على موقع أول موفي (الإنجليزية)
- هال كوبر على موقع قاعدة بيانات الفيلم (الإنجليزية)
- هال كوبر على موقع كينوبويسك (الروسية)